# Valle Grande (departement)
Valle Grande is een departement in de Argentijnse provincie Jujuy. Het departement (Spaans:  departamento) heeft een oppervlakte van 962 km² en telt 2.386 inwoners.

## Plaatsen in departement Valle Grande
- Caspalá
- Pampichuela
- San Francisco
- Santa Ana
- Valle Colorado
- Valle Grande